# Ninoofsepoort

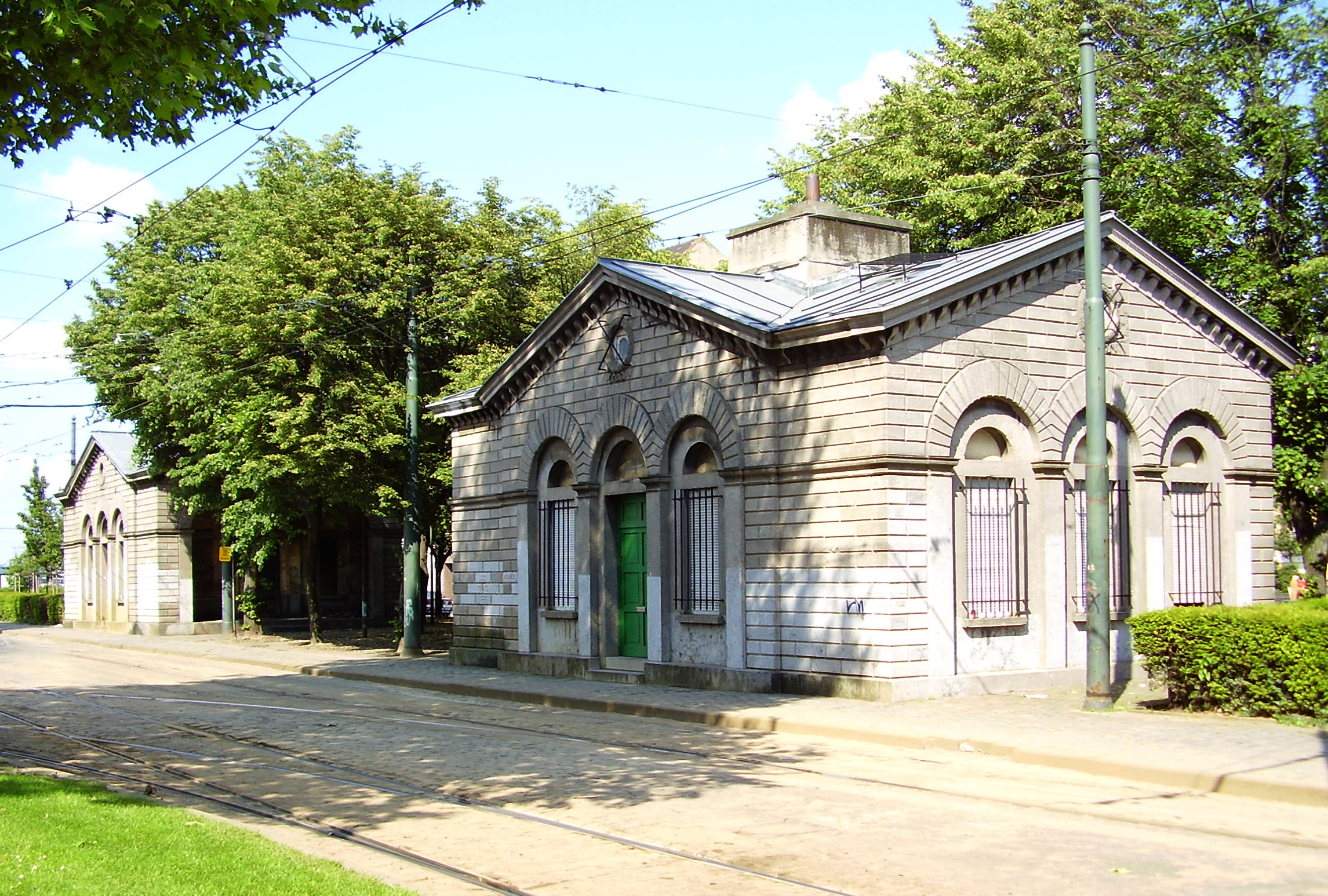
De octrooipaviljoenen in 2006

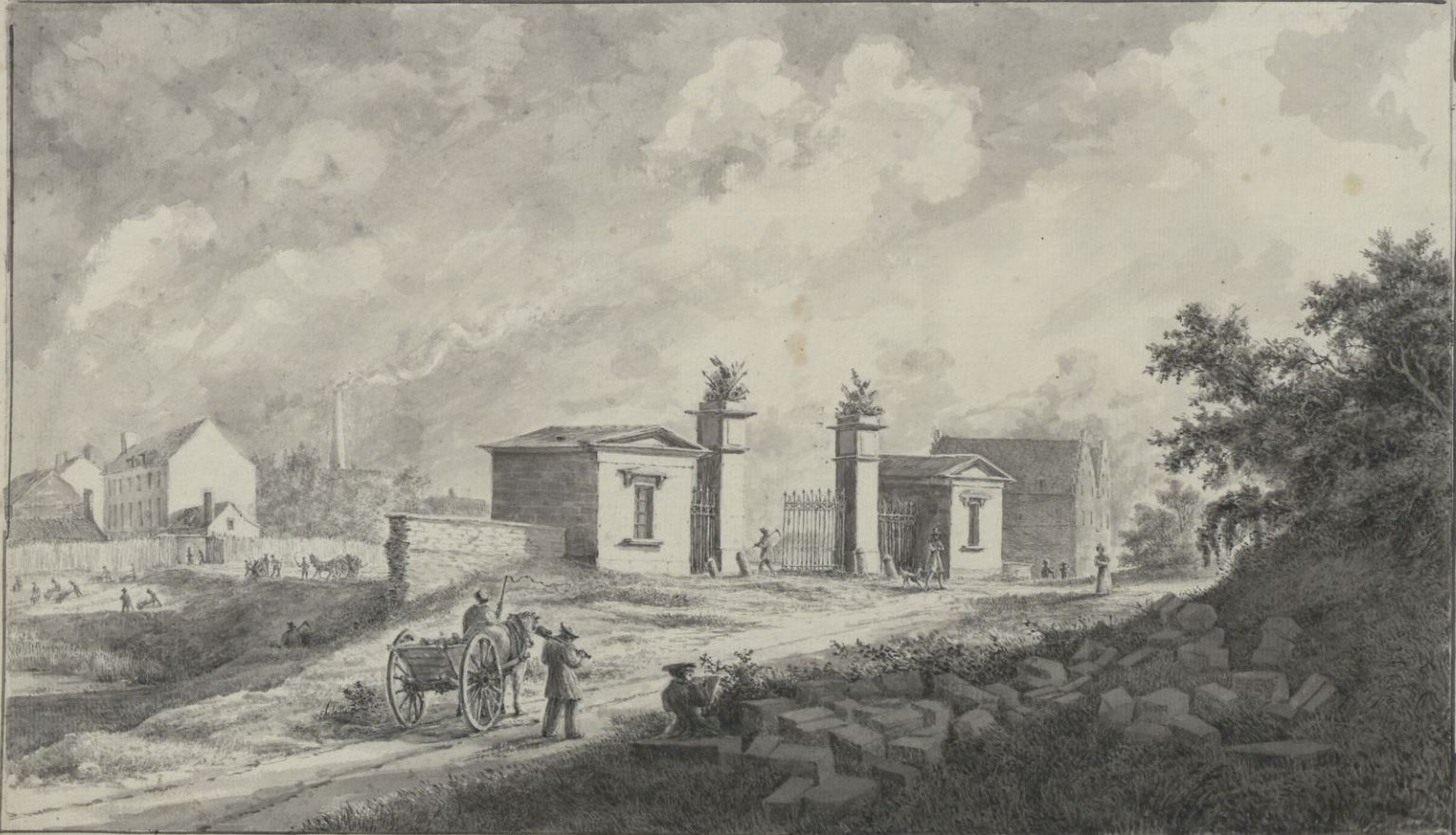
Situatie tijdens de kanaalwerken in 1829, met nog de voormalige Porte Napoléon en rechts het Klein Spui

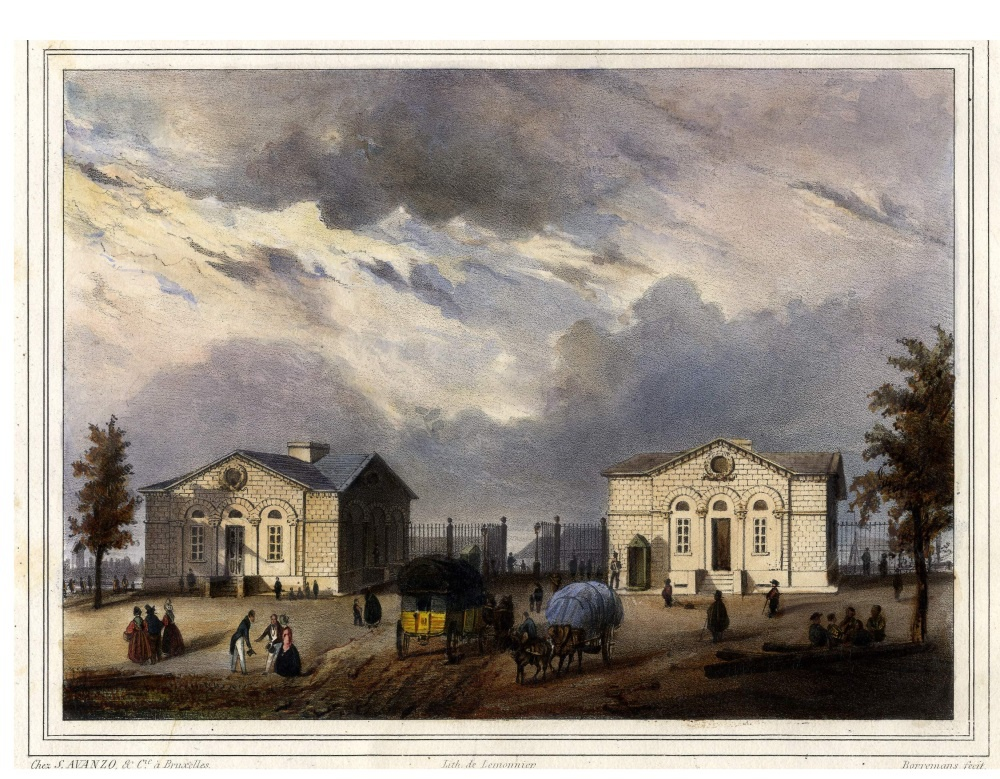
De nieuwe paviljoenen op een litho uit 1833

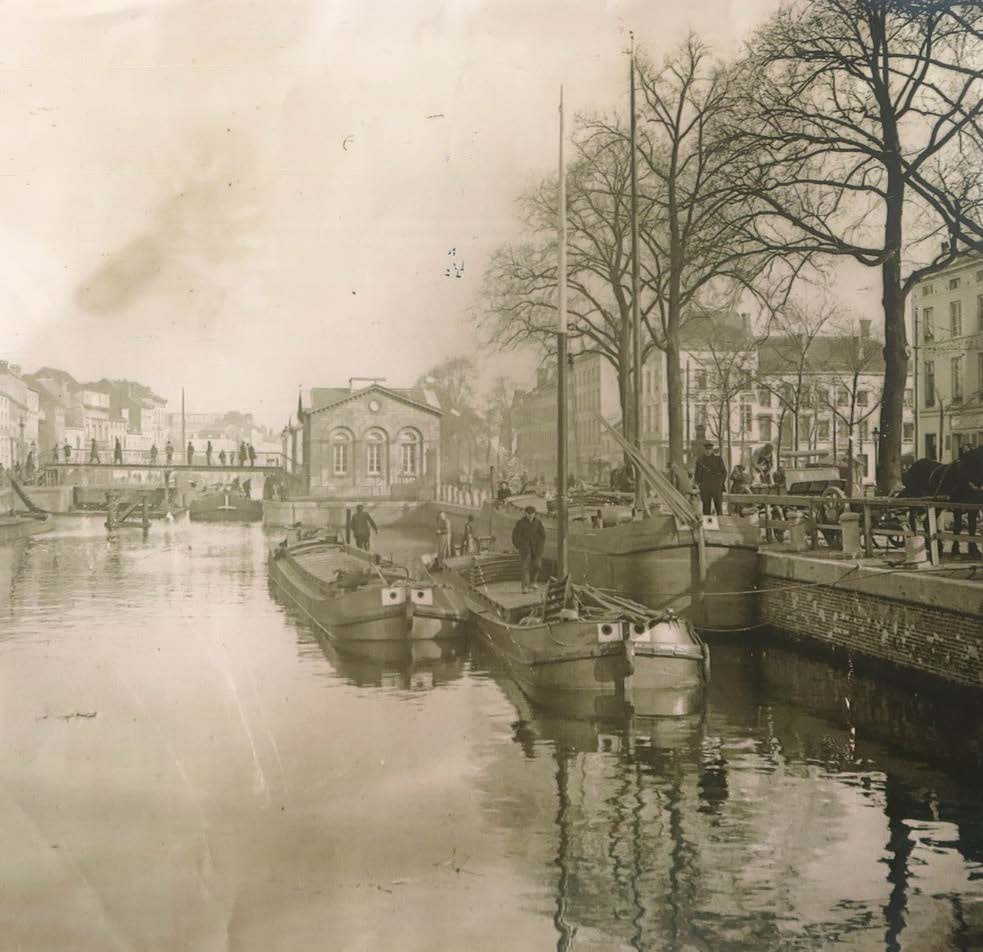
Zijaanzicht van de Ninoofsepoort in 1905, vóór de rechttrekking van het kanaal

De Ninoofsepoort (Frans: Porte de Ninove) is een verkeersplein en een voormalige octrooipoort in Brussel.

## Octrooipoort
Na de beslissing tot afbraak van de tweede stadsmuur werd naast het Klein Spui op de Ransvoortzenne een octrooipoort voorzien die een nieuwe toegang tot de stad zou vormen. Om dit plan van Jean-Baptiste Vifquain te realiseren, werd in 1820 de Porte Napoléon van Auguste Payen senior gedemonteerd en goeddeels heropgebouwd als de Ninoofsepoort, aan de westkant van het in 1816 aangelegde Ninoofseplein.
Bij het graven van het kanaal Brussel-Charleroi in 1827-1832 werd een brug gelegd om de poort te verbinden met de Ninoofsesteenweg. Ook werden twee grotere octrooipaviljoenen geplaatst naar een ontwerp van Auguste Payen junior. De werken duurden van november 1833 tot september 1834. Het noordpaviljoen diende voor de octrooibeambten en het zuidpaviljoen voor de brugwachter. Het ontwerp van Payen werd vrij getrouw uitgevoerd, behalve dat de witte steen vervangen werd door blauwe hardsteen.
Het stadsbestuur nam na afschaffing van het octrooi in 1860 de hekken weg maar liet de octrooipaviljoenen staan omdat ze het verkeer niet hinderden (ze stonden op uitsprongen in het kanaal) en later misschien nog nuttig konden zijn.

## 20e eeuw
De wijk van de Ninoofsepoort kende in 1948-1949 belangrijke transformaties: het kanaal werd rechtgetrokken en langs de oude bedding werd de Zenne ondergronds omgeleid (tweede overwelving). Hierdoor stonden de paviljoenen niet langer aan het water. Bij een nieuwe heraanleg in 1985 werd het grondniveau opgetild ten koste van de trappen en verluchtingsroosters. De ongebruikte gebouwtjes hadden veel te lijden. Het noordpaviljoen werd in brand gestoken en in het zuidpaviljoen richtten krakers schade aan.

## 21e eeuw
In het kader van Beliris werd in 2001 een opwaardering van de verrommelde wijk overeengekomen tussen de verschillende overheden. Terwijl de algemene heraanleg in het slop raakte, werden de paviljoenen in 2004 betrokken door de monumentenvereniging CIDEP (Centre d'Information, de Documentation et d'Etude du Patrimoine). Twee jaar later bekwam de vereniging een erfpacht voor 55 jaar. Ze restaureerde de paviljoenen in hun oorspronkelijke staat. In het noordpaviljoen bracht het CIDEP zijn eigenlijke werking onder (bibliotheek, studieruimtes) en het zuidpaviljoen werd bestemd voor de toekomstige parkbeheerders van Leefmilieu Brussel.
De vergunningen voor de heraanleg van de Ninoofsepoort werden in 2014-2015 dan toch uitgereikt. De Kleine Ring werd er in 2018 geherorganiseerd ten voordele van voetgangers en fietsers, er werd begonnen met de aanleg van een 2,5 hectare groot parkje (een ronde kom aangelegd in terrassen) en met de bouw van drie woontorens. Sluitstuk zou de nieuwe brug over het kanaal worden.

## Voetnoten
1. ↑  Bruggen over het kanaal lopen opnieuw vertraging op, BRUZZ, 19 februari 2019